# Goniosoma albiscriptum
Goniosoma albiscriptum is een hooiwagen uit de familie Gonyleptidae.